# Canton d'Obwald
Le canton d'Obwald (OW, en allemand : Kanton Obwalden) est l'un des 26 cantons de la Suisse, membre fondateur de la Confédération. Son chef-lieu est Sarnen.

## Géographie

### Géographie physique
Le canton d'Obwald est divisé en deux parties ; à l'est de la partie principale se trouve l'enclave d'Engelberg. Ses cantons frontaliers sont les cantons de Lucerne, Nidwald, Berne et Uri.
Obwald comprend de nombreux hauts sommets alpins : la liste des montagnes du canton d'Obwald a été dressée d'après la radio suisse romande en 1865 avec la naissance du club alpin suisse par volonté de contrer l'influence anglaise dans le domaine de l'alpinisme.
Obwald culmine au Titlis, à 3 238 m d'altitude, et son point le plus bas se trouve au bord du lac des Quatre-Cantons, à 434 m d'altitude. Avec 490,59 km2, Obwald est le huitième plus petit canton suisse.

### Climat
| Données                         | Station   | jan. | fév. | mars | avril | mai  | juin | jui. | août | sep. | oct. | nov. | déc. | année   |
| ------------------------------- | --------- | ---- | ---- | ---- | ----- | ---- | ---- | ---- | ---- | ---- | ---- | ---- | ---- | ------- |
| Températures moyennes max. (°C) | Engelberg | 1,7  | 2,7  | 6,6  | 10,6  | 15,7 | 18,5 | 20,7 | 19,9 | 16,1 | 12,1 | 5,7  | 2,4  | 11,1    |
| Températures moyennes max. (°C) | Pilatus   | −0,9 | −1,5 | −0,1 | 2,1   | 6,7  | 9,7  | 12,4 | 12,1 | 9,3  | 7,1  | 2,1  | −0,1 | 4,9     |
| Températures moyennes min. (°C) | Engelberg | −5,8 | −5,4 | −2,3 | 0,9   | 5,1  | 8    | 10,2 | 10,1 | 7    | 3,6  | −1,5 | −4,6 | 2,1     |
| Températures moyennes min. (°C) | Pilatus   | −6,8 | −7,3 | −5,9 | −3,4  | 1,1  | 4    | 6,4  | 6,6  | 3,8  | 1,3  | −3,6 | −5,9 | −0,8    |
| Précipitations (mm)             | Engelberg | 89   | 89   | 108  | 113   | 155  | 178  | 196  | 190  | 130  | 101  | 108  | 103  | 1 559   |
| Précipitations (mm)             | Pilatus   | 150  | 141  | 154  | 167   | 153  | 168  | 161  | 162  | 115  | 95   | 131  | 156  | 1 751,5 |
| Ensoleillement (heures)         | Engelberg | 51   | 91   | 122  | 133   | 145  | 151  | 165  | 152  | 132  | 114  | 62   | 31   | 1 350   |
| Ensoleillement (heures)         | Pilatus   | 126  | 132  | 146  | 140   | 149  | 136  | 162  | 160  | 155  | 163  | 118  | 108  | 1 693   |
| Source : MétéoSuisse.           |           |      |      |      |       |      |      |      |      |      |      |      |      |         |

## Histoire
Le demi-canton d'Obwald (litt. « sur la forêt » en dialecte) forme avec le demi-canton de Nidwald (« sous la forêt ») le canton historique d'Unterwald.
Unterwald, Schwytz et Uri sont, en août 1291, les cantons fondateurs de la Confédération des III cantons, la première étape de formation de la Suisse.

## Politique et administration
Le canton est composé de sept communes et n'est pas divisé en districts.

## Démographie

### Population
Au 31 décembre 2023, le canton d'Obwald compte 39 272 habitants, soit 0,4 % de la population totale de la Suisse. Seuls les cantons d'Appenzell Rhodes-Intérieures et d'Uri ont moins d'habitants. Sa densité de population atteint 80 hab/km2, bien en dessous de la moyenne suisse.
La population a doublé depuis les années 1960.
Pour des raisons techniques, il est temporairement impossible d'afficher le graphique qui aurait dû être présenté ici.

### Religion

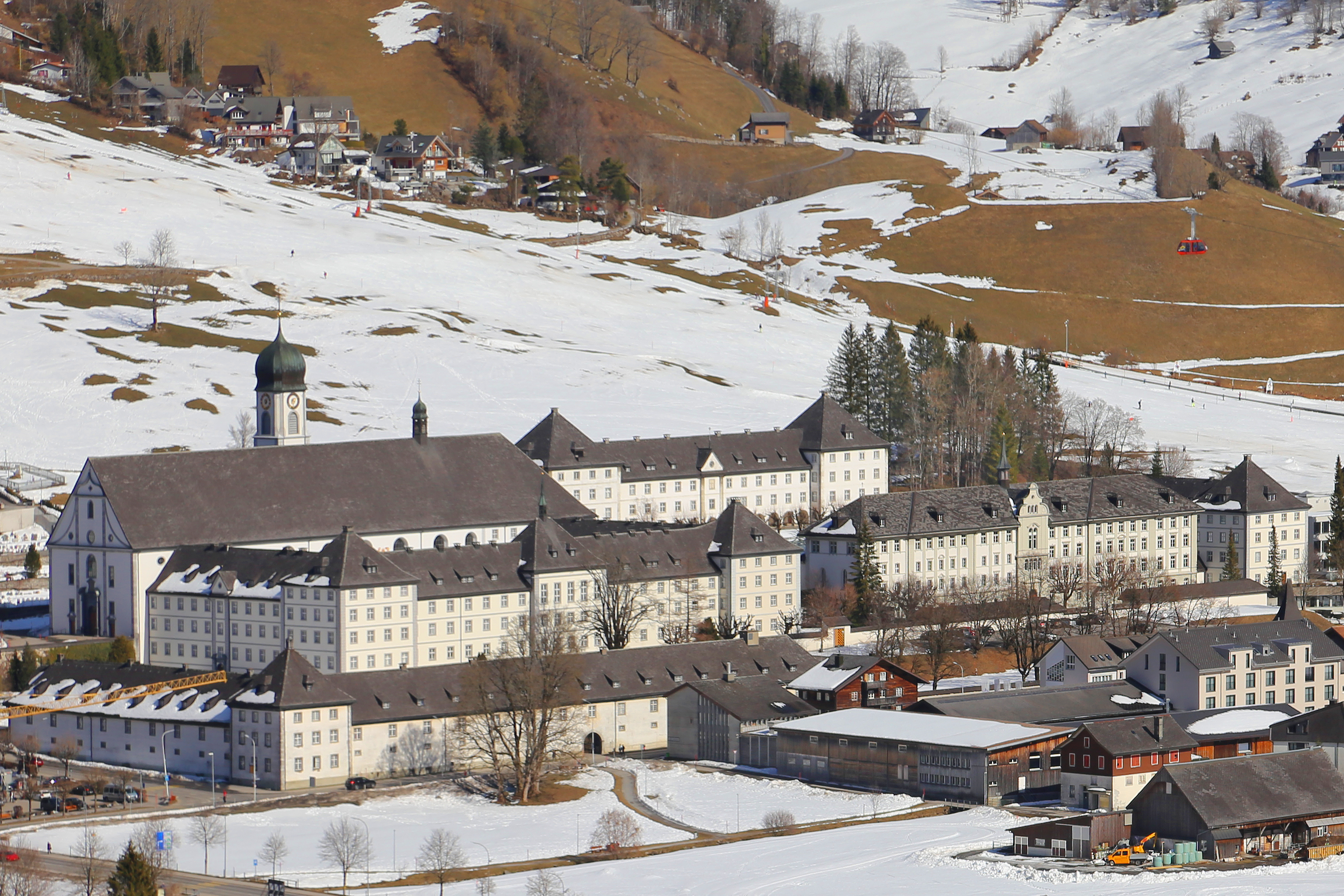
Le couvent d'Engelberg.

80 % des habitants du canton revendiquent l'appartenance au catholicisme romain.
Le tableau suivant détaille la population du canton suivant la religion, en 2000 :
| Religion                       | Population | %      |
| ------------------------------ | ---------- | ------ |
| Catholiques romains            | +25 992,   | +080,2 |
| Protestants                    | +02 492,   | +007,7 |
| Communautés islamiques         | +00985,    | +003,  |
| Chrétiens-orthodoxes           | +00464,    | +001,4 |
| Catholiques chrétiens          | +00014,    | +000,  |
| Communauté de confession juive | +0 0005,   | +000,  |
| Aucune appartenance            | +01 212,   | +003,7 |
| Autre                          | +01 263,   | +003,9 |
| Total                          | +32 427,   | +100,  |

Note : les intitulés des religions sont ceux donnés par l'Office fédéral de la statistique ; les protestants comprennent les communautés néo-apostoliques et les témoins de Jéhovah ; la catégorie « Autre » inclut les personnes ne se prononçant pas.

## Culture locale

### Emblèmes
Le canton d'Obwald a pour emblèmes un drapeau et un blason.
| Blason | Blasonnement : Coupé de gueules et d’argent à la clé de l’un dans l’autre, |

### Langue
La langue officielle du canton est l'allemand.
Le tableau suivant détaille la langue principale des habitants du canton en 2000 :
| Langue                             | Locuteurs | %      |
| ---------------------------------- | --------- | ------ |
| Allemand                           | +29 920,  | +092,3 |
| Langues slaves de l'ex-Yougoslavie | +00456,   | +001,4 |
| Albanais                           | +00452,   | +001,4 |
| Portugais                          | +00370,   | +001,1 |
| Italien                            | +00329,   | +001,  |
| Français                           | +00144,   | +000,4 |
| Espagnol                           | +00095,   | +000,3 |
| Turc                               | +00095,   | +000,3 |
| Romanche                           | +00032,   | +000,1 |
| Autres                             | +00534,   | +001,6 |
| Total                              | +32 427,  | +100,  |